# Anne Storch
Anne Storch (* 16. September 1968 in Frankfurt am Main) ist eine deutsche Linguistin und Professorin für Afrikanistik an der Universität zu Köln. Sie wurde 2017 mit einem Gottfried Wilhelm Leibniz-Preis der Deutschen Forschungsgemeinschaft ausgezeichnet.

## Werdegang
Anne Storch studierte in Frankfurt und Mainz Afrikanische Sprachwissenschaften, Ethnologie und Vor- und Frühgeschichte.
1995 bis 1999 arbeitete sie im DFG-Sonderforschungsbereich 268 Kulturentwicklung und Sprachgeschichte im Naturraum Westafrikanische Savanne an der Universität Frankfurt. Als Doktorandin dokumentierte sie während mehrerer Forschungsaufenthalte in Nigeria die Hõne-Sprache; 1999 promovierte sie im Fach Afrikanische Sprachwissenschaften mit dem Thema Das Hone und seine Stellung im Zentral-Jukunoid. In den Jahren 2000 bis 2004 hatte sie eine Juniorprofessur am Institut für Afrikanische Linguistik an der Universität Frankfurt inne. Seit 2004 ist sie Ordentliche Professorin und Mitglied des Vorstands am Institut für Afrikanistik an der Universität zu Köln.
Außer in Nigeria absolvierte Anne Storch Forschungsaufenthalte im Sudan und Uganda.
Von 2006 bis 2009 war sie Vorsitzende des deutschlandweiten Fachverbandes Afrikanistik. Von 2014 bis 2016 war sie außerdem Präsidentin der International Association for Colonial and Postcolonial Linguistics.
2018 wurde Storch in die Nordrhein-Westfälische Akademie der Wissenschaften und der Künste und die Academia Europaea gewählt.

## Wissenschaftliche Schwerpunkte
Anne Storchs Arbeitsschwerpunkte sind Benue-Congo (v. a. Jukun), Atlantisch, West-Nilotisch, vergleichende Afrikanistik und Typologie. Dabei untersucht sie insbesondere, wie sich die spezifische Lebenswirklichkeit auf die jeweilige Sprache auswirkt. In jüngster Zeit etwa beschäftigte sie sich mit dem Spracherwerb und der Sprachnutzung von afrikanischen Migranten auf den Balearen, die als Straßenkünstler oder sonstige Dienstleister wiederum sprachliche Elemente der dort urlaubenden Touristen aufnehmen und verwenden.
In der Begründung für die Verleihung des Leibniz-Preises 2017 heißt es:

„[…] eine höchst innovative und weltweit renommierte Afrikanistin, die mit ihren bahnbrechenden Arbeiten zu einer weitreichenden Neuausrichtung ihres Faches beigetragen hat. So hat Storch der Afrikanistik in Anlehnung an Fragestellungen und Methoden aus der Kulturanthropologie und den Sozialwissenschaften in Theorie und Praxis neue thematische und methodische Dimensionen erschlossen. In exemplarischen Untersuchungen hat sie zudem gezeigt, wie sprachwissenschaftlich fundierte Analysen in interdisziplinärer Öffnung für ein kulturanthropologisches Verständnis des gegenwärtigen Afrika fruchtbar gemacht werden können. Besonders bedeutsam war etwa Storchs Studie über Tabus und Geheimsprachen in Zentralafrika aus dem Jahre 2011, die sprachwissenschaftliche Beobachtungen so beschreibt, dass sie in komplexe soziologische Beschreibungen von Machtpraktiken und politischen Wirkungsmechanismen führen. Storchs in der linguistischen Sprachenbeschreibung wurzelnden und weit über diese hinauswachsenden Fallstudien sind international zu Modellstudien für eine moderne und selbstkritische Afrikanistik geworden.“

## Publikationen (Auswahl)
- Die Anlautpermutation in den westatlantischen Sprachen. Frankfurter Afrikanistische Blätter, Sondernummer 2, 1995, ISBN 978-0-00937-303-9
- Das Hone und seine Stellung im Zentral-Jukunoid. (Dissertation), Köppe, Köln 1999, ISBN 978-3-89645-107-1
- Forthcoming. Tourism and Discourses on Ruination (mit Angelika Mietzner)
- Magic and Gender (mit Sabine Dinslage). Köppe, Köln 2000, ISBN 978-3-89645-108-8
- Lehrbuch der Hausa-Sprache (mit Herrmann Jungraithmayr, Wilhelm J.G. Möhlig). Köppe, Köln 2004, ISBN 978-3-89645-006-7
- The Noun Morphology of Western Nilotic. Köppe, Köln 2005, ISBN 978-3-89645-139-2
- Secret Manipulations: Language and Context in Africa. Oxford University Press, New York 2011, ISBN 978-0-19976-902-5
- Repertoires and Choices in African Languages. (mit Friederike Lüpke) De Gruyter Mouton, Berlin 2013, ISBN 978-1-61451-194-6
- A Grammar of Luwo. An Anthropological Approach. (Culture and Language Use Studies in Anthropological Linguistics) John Benjamins Publishing, Amsterdam 2014, ISBN 978-9-02720-295-6

Umfangreiche Liste von Aufsätzen und Herausgeberschaften siehe Publikationsverzeichnis.